# Angelika Hennecke
Angelika Hennecke (* 5. März 1965 in Görlitz) ist eine deutsche Sprach-, Übersetzungs- und Lateinamerikawissenschaftlerin. Sie lehrt als Professorin für Hispanische Sprach- und Übersetzungswissenschaft, mit dem Schwerpunkt Fachsprache Wirtschaft (Spanisch-Deutsch), am Institut für Translation und Mehrsprachige Kommunikation (ITMK) der Fakultät für Informations- und Kommunikationswissenschaften der Technischen Hochschule Köln.

## Leben und Beruf
Angelika Hennecke wurde 1965 in Görlitz geboren. Nach Abschluss ihres Studiums im Jahr 1988 als Diplom-Sprachmittlerin (Russisch und Spanisch) an der Universität Leipzig arbeitete sie mehrere Jahre als Dolmetscherin und Übersetzerin im In- und Ausland. 1998 promovierte sie mit einer Dissertation zur kulturwissenschaftlichen Werbeforschung an der Kulturwissenschaftlichen Fakultät der Europa-Universität Viadrina in Frankfurt (Oder). Anschließend war sie als Lektorin des Deutschen Akademischen Austauschdienstes (DAAD) von 1999 bis 2002 an der Universidad Nacional de Colombia (Nationaluniversität Kolumbiens) in Bogotá, sowie von 2002 bis 2004 an der Universidad Nacional de Córdoba (Nationaluniversität Córdoba) in Argentinien tätig.
Seit 2006 ist Angelika Hennecke Professorin für das Lehrgebiet Hispanische Sprach- und Übersetzungswissenschaft, mit dem Schwerpunkt Fachsprache Wirtschaft (Spanisch-Deutsch), am ITMK der TH Köln. Zwischen 2015 und 2018 war Hennecke mit Freistellung der TH Köln für den DAAD als Lektorin an der Universidad de Concepción (UdeC) (Universität Concepción), Chile, im Studiengang Übersetzen und Dolmetschen tätig. Am ITMK der TH Köln war sie Studiengangsleiterin des Masterstudiengangs Fachübersetzen (2012-2015 sowie 2022-2024).

## Forschung
Angelika Hennecke beschäftigte sich mit Werbeforschung sowie der Analyse von werblicher Kommunikation und entwickelte ein integriertes Modell zur Werbeanalyse. Weitere Forschungsschwerpunkte sind kulturelle Aspekte des Übersetzens, multimodale Texte, kritische Diskursanalyse und Aspekte der Interkulturellen Kommunikation. Sie befasste sich mit der Erforschung von Sprache-Bild-Texten und wendete dazu vor allem die Arbeiten von Hartmut Stöckl auf Fachtexte und das Fachübersetzen an.
Zur Translationswissenschaft sowie zu den Eigenschaften und der Funktionsweise multimodaler Texte veröffentlichte Hennecke OER-Lehrvideos auf ORCA.nrw, einem seit 2021 bestehenden kostenfreien Landesportal zum digital gestützten Lehren und Lernen an Hochschulen. Zudem verfasste sie mehrere Artikel und eine Monographie zum kolumbianischen Spanisch und den indigenen Sprachen in Kolumbien. Sie forschte zu Varianten des lateinamerikanischen Spanisch, mit dem Schwerpunkt kolumbianisches Spanisch.
Hennecke ist Mitglied der Forschungsstelle Translation und Fachkommunikation am ITMK der TH Köln. Außerdem ist sie Herausgeberin der wissenschaftlichen Reihe Kölner Arbeiten zu Sprache und Kultur aus dem Johannes Herrmann Verlag (Gießen).

## Publikationen (Auswahl)

### Monographien
- Im Osten nichts Neues? Eine pragmalinguistisch-semiotische Analyse ausgewählter Werbeanzeigen für Ostprodukte für den Zeitraum 1993 bis 1998. Peter Lang. Frankfurt/Main etc. 1999. ISBN 978-3-631-34048-6.
- Diskurs als Fluss von Wissen durch die Zeit. Reflexionen über das Verhältnis zwischen Diskurs und Wirklichkeit. El discurso como flujo de conocimientos a través del tiempo. Reflexiones sobre la relación entre discurso y realidad. (Deutsch-Spanisch). Comunicarte. Córdoba, Argentinien 2004.
- Zwischen Faszination und Gewalt: Kolumbien – unser gemeinsamer Nenner. Reflexionen über das Verhältnis zwischen kultureller Identität, Kommunikation und Medien anhand der diskursanalytischen Untersuchung einer kolumbianischen Werbekampagne. Peter Lang. Frankfurt/Main etc. 2006. ISBN 978-3-631-54930-8.
- Der Osten bleibt schwierig. Werbliche Kommunikation für Ostprodukte 20 Jahre nach der Wende. Theoretisch-methodische Überlegungen zur Analyse von Werbeanzeigen und empirische Untersuchungen. Johannes Herrmann Verlag. Gießen 2012. ISBN 978-3-937983-35-6.
- Spanisch und indigene Sprachen in Kolumbien: Sprachenvielfalt und Sprachenpolitik. Johannes Herrmann Verlag. Gießen 2019. ISBN 978-3-937983-40-0.

### Aufsätze (Auswahl)
- Brücken zwischen interkultureller Kommunikation und Technik. In: interculture journal: Online-Zeitschrift für interkulturelle Studien, Bd. 7(6). Jena 2008, ISSN 1610-7217, S. 73–94.
- Text im Kontext: Kulturelle Spezifika in Pressetexten als Übersetzungsproblem. In: Baumann, Klaus-Dieter (Hrsg.): Translatologie aus integrativer Sicht. Übersetzungswissenschaftliche Analysen zwischen System und Globalität. Hamburg 2009. S. 271–304.
- Multimediale Revolution - Multimodaler Text: Eigenschaften multimodaler Texte anhand von Beispielen aus der Anzeigenwerbung. In: Lebende Sprachen 2-2010. Bd. 55(2). De Gruyter, Berlin 2010, ISSN 0023-9909, S. 352–368.
- Analysemodelle für Werbekommunikation. In: Janich, Nina (Hrsg.): Handbuch Werbekommunikation. Sprachwissenschaftliche und interdisziplinäre Zugänge. Francke, Tübingen 2012, ISBN 978-3-8252-8457-2, S. 365–377.
- Kulturelle Kohärenz als Textdimension: konzeptionelle Überlegungen und praktische Implikationen für das Übersetzen. In: Lebende Sprachen 2015, Bd. 60(2). De Gruyter, Berlin 2015, DOI:10.1515/les-2015-0011, S. 1–22.
- mit Hugo Lancheros: Sprachenvielfalt und Sprachenpolitik. In: Fischer, Thomas; Klengel, Susanne; Pastrana, Eduardo (Hrsg.): Kolumbien heute. Politik, Wirtschaft, Kultur. 2. vollständig überarbeitete Neuauflage. Vervuert, Frankfurt/Main 2017, ISBN 978-3-95487-641-9, S. 419–442.
- Sprache-Bild-Texte: Probleme, Herausforderungen und Lösungsvorschläge für die Translationswissenschaft. In: Nord, Christiane, Massud, Abdel-Hafiez, Öncü, Mehmet Tahir (Hrsg.): Übersetzungsäquivalenzen in Textsorten. Internationale Perspektiven Angewandter Translationswissenschaft, Bd. 1. Logos-Verlag, Berlin 2018, S. 53–73.
- Herausforderungen für die Übersetzungspraxis im Kontext eines sich wandelnden Berufsbildes: Der multimodale Text als Mittelpunkt kreativer Übersetzertätigkeit. In: Ahrens, Barbara u. a. (Hrsg.): Interdependenzen und Innovationen in Translation und Fachkommunikation / Interdependence and Innovation in Translation, Interpreting and Specialised Communication. Frank &Timme, Berlin 2020, ISBN 978-3-7329-0566-9, S. 329–356.
- Sprachenvielfalt und Sprachenpolitik in Kolumbien: das Projekt der Ethnischen Bildung. In: Linguistik Online. Bd. 119(1). Bern 2023, eISSN 1615-3014, S. 67–94.
- Soziolinguistische Aspekte des kolumbianischen Spanisch: Der Parlache. In: Lebende Sprachen 2024. Bd. 69(1). De Gruyter, Berlin 2024, ISSN 0023-9909, S. 1–34.